# Дом Сольве
Дом Сольве (фр. Hôtel Solvay) — городской дом в Брюсселе (Бельгия).
Построен Виктором Орта, одним из основоположников стиля модерн в архитектуре. С 2000 года вместе с тремя другими зданиями этого зодчего входит в список объектов всемирного наследия ЮНЕСКО и относится к «самым выдающимся пионерным архитектурным творениям конца XIX века».

## История
Дом был спроектирован и возведен Виктором Орта в 1894—1903 годах для Армана Сольве (фр. Armand Solvay), сына предпринимателя, ученого и мецената Эрнеста Сольве, основателя существующей до сих пор бельгийской химической компании Solvay. Для частной резиденции столь богатого человека архитектор мог потратить целое состояние на материалы и отделку и, по легенде, получил от заказчика на строительство чек с непроставленной суммой.
В отделке использовались дорогие материалы, такие как мрамор (23 вида, в основном из Италии или Северной Африки), оникс, бронза, тропические породы дерева (17 видов, в основном из Конго) и т. д. В интерьере Виктор Орта также продумал каждую деталь: мебель, ковры, светильники и даже дверной звонок. Витражи (в том числе световой потолок над главной лестницей) выполнены мастером Рафаэлем Эвальдом. Росписи над главной лестницей созданы художником-пуантилистом Тео ван Рейссельберге.
Дом сохранился благодаря приложившей много усилий для его реставрации семье кутюрье Виттамер-Де Камп (фр. Wittamer-De Camps), которая приобрела его в 1957 году для своего ателье высокой моды. В 1977 году, вскоре после того как мастерские покинули здание, королевским указом дом был признан памятником архитектуры.
С 2021 года здание начало функционировать как музей, но по-прежнему является частной собственностью и доступно для посещения только по предварительной записи.

## Галерея

### Экстерьер

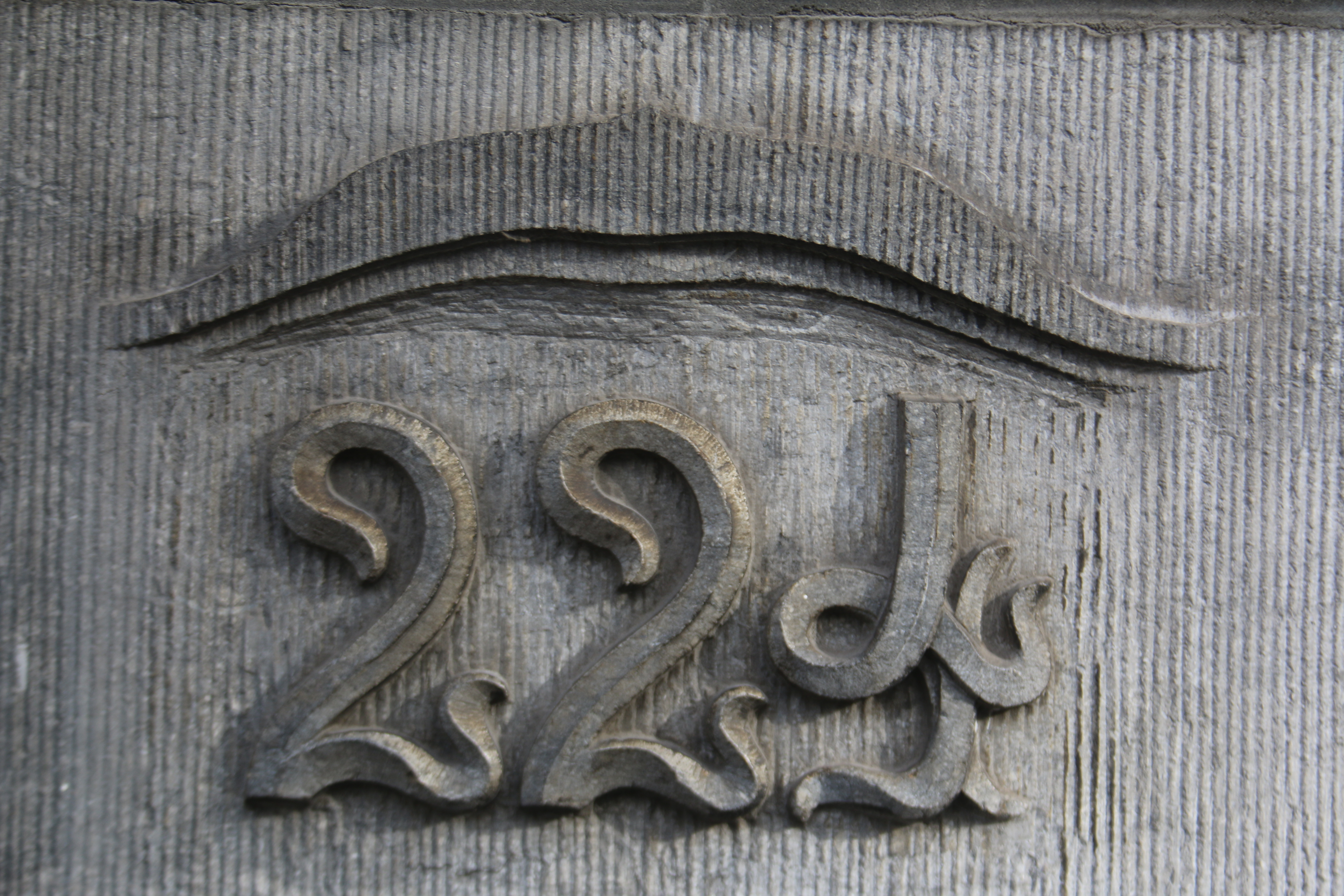
Номер дома
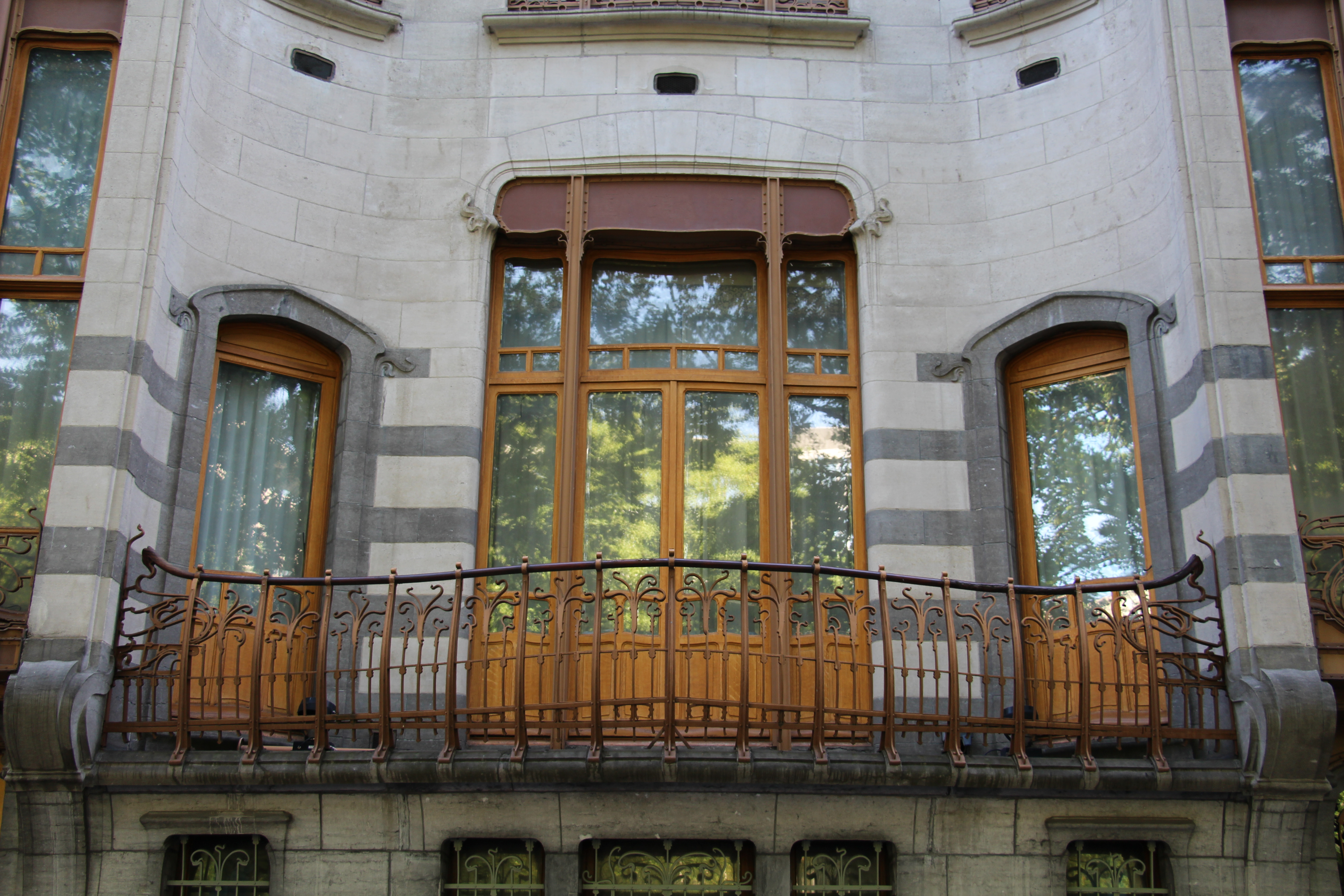
Главный балкон
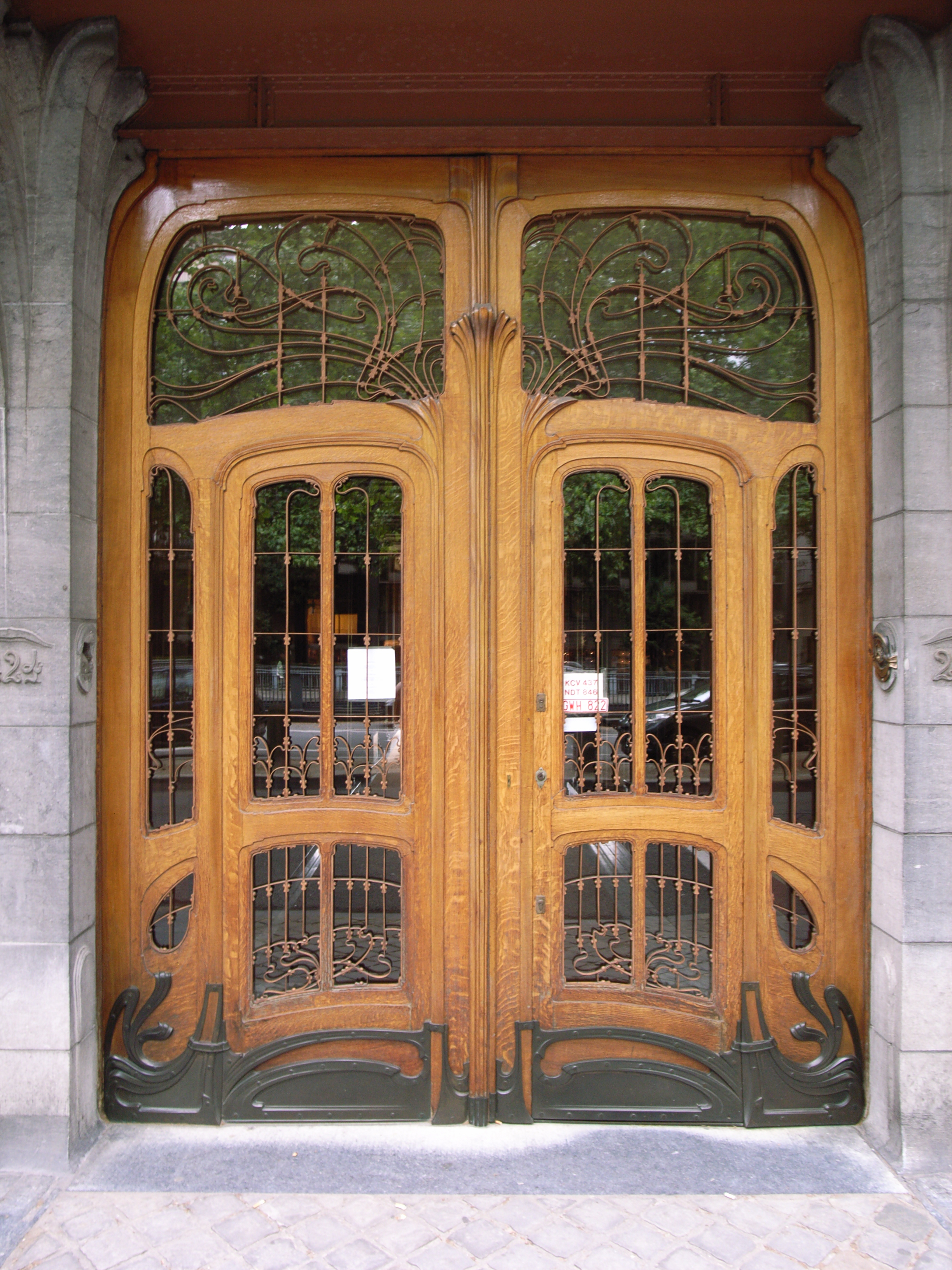
Входные двери
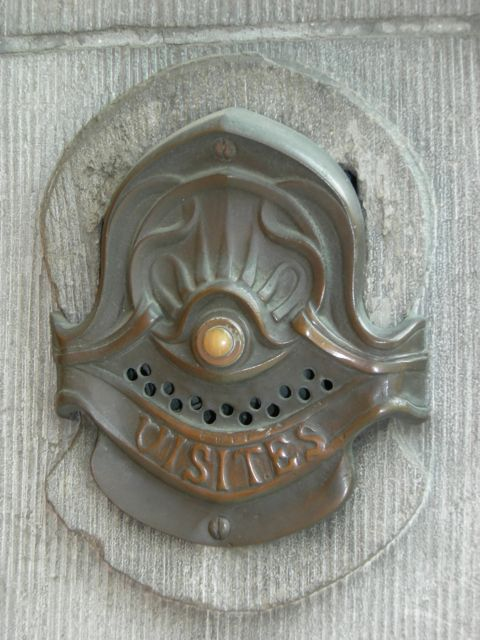
Дверной звонок

### Интерьер

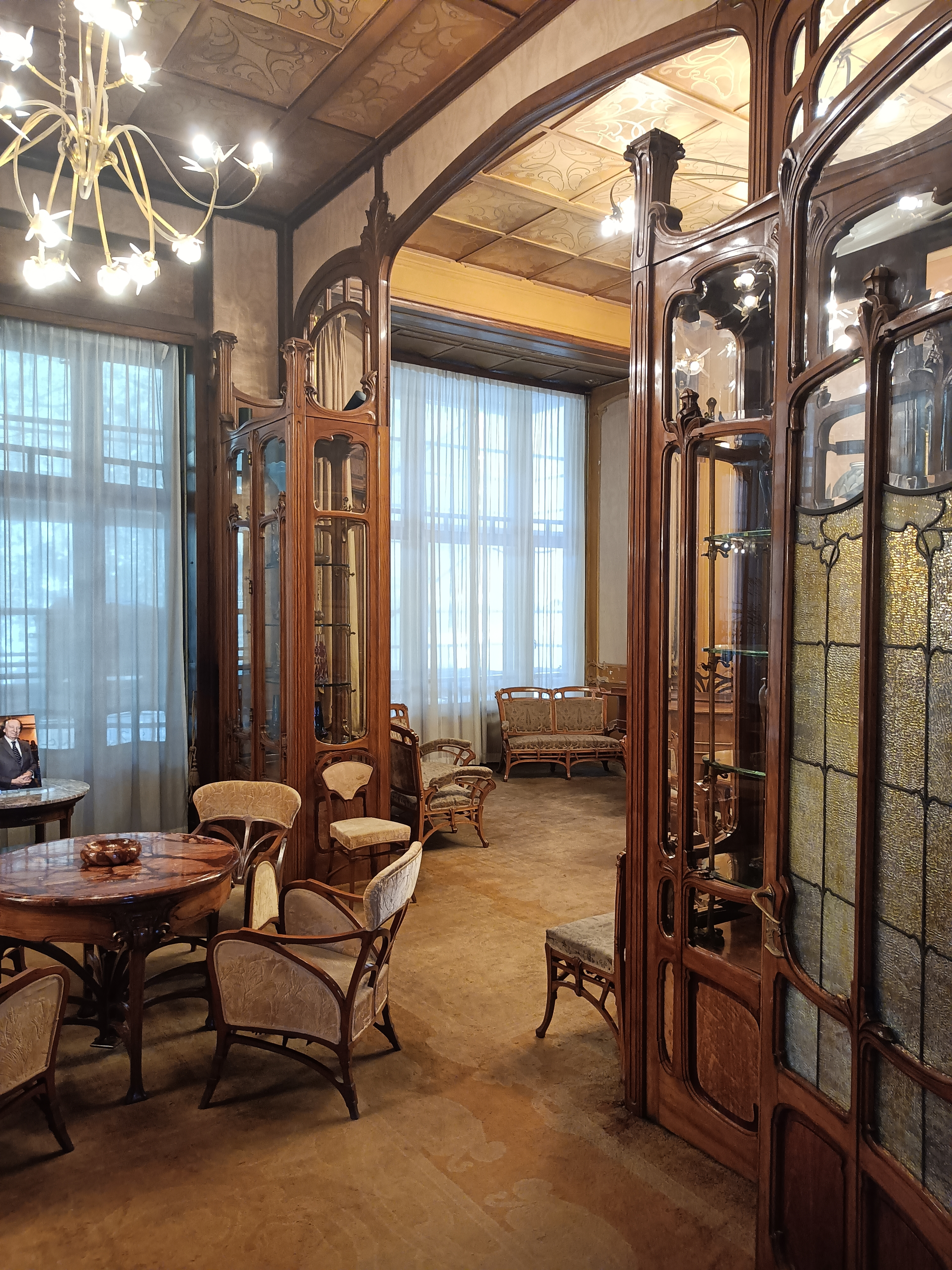
Салон
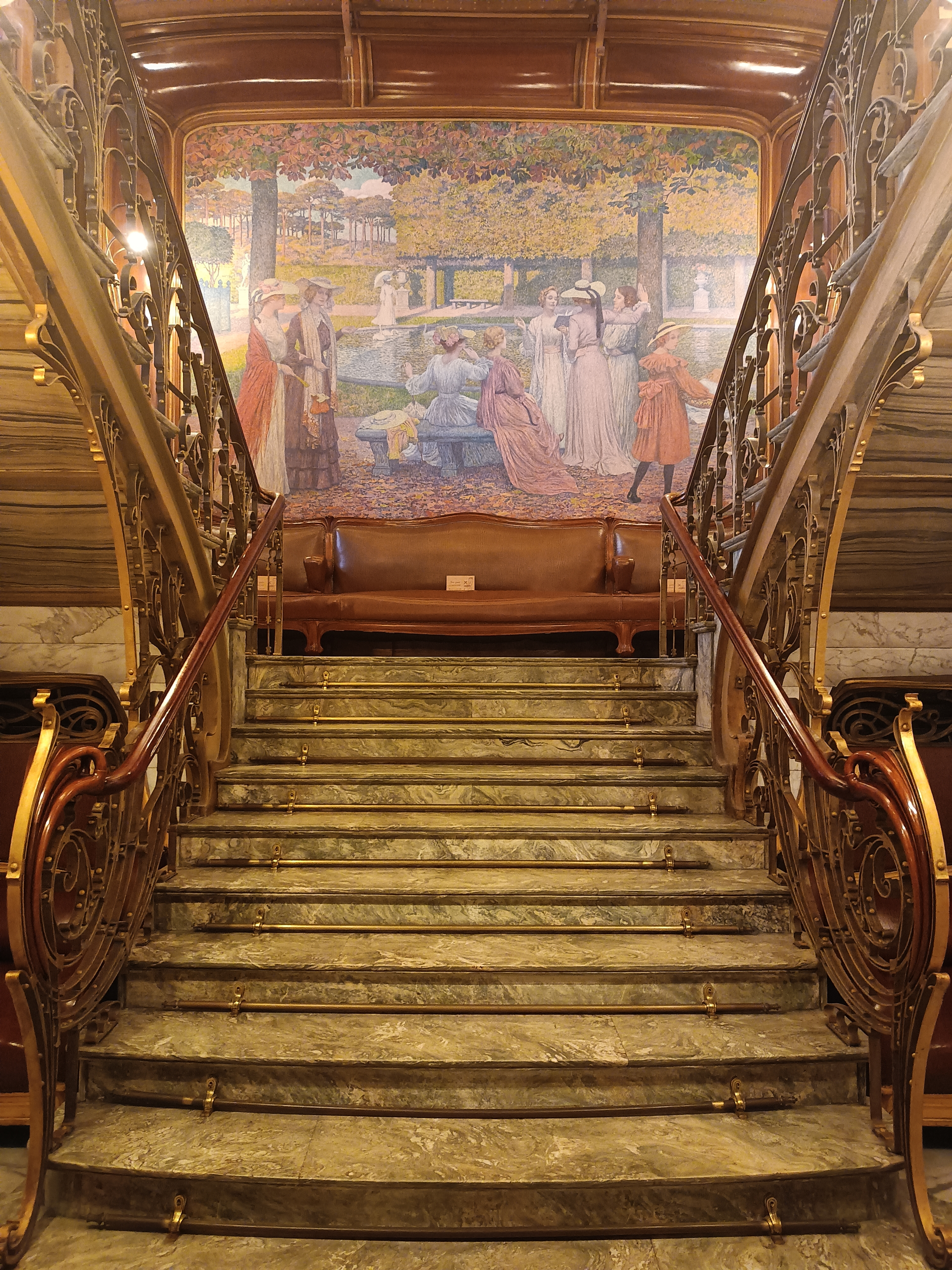
Главная лестница
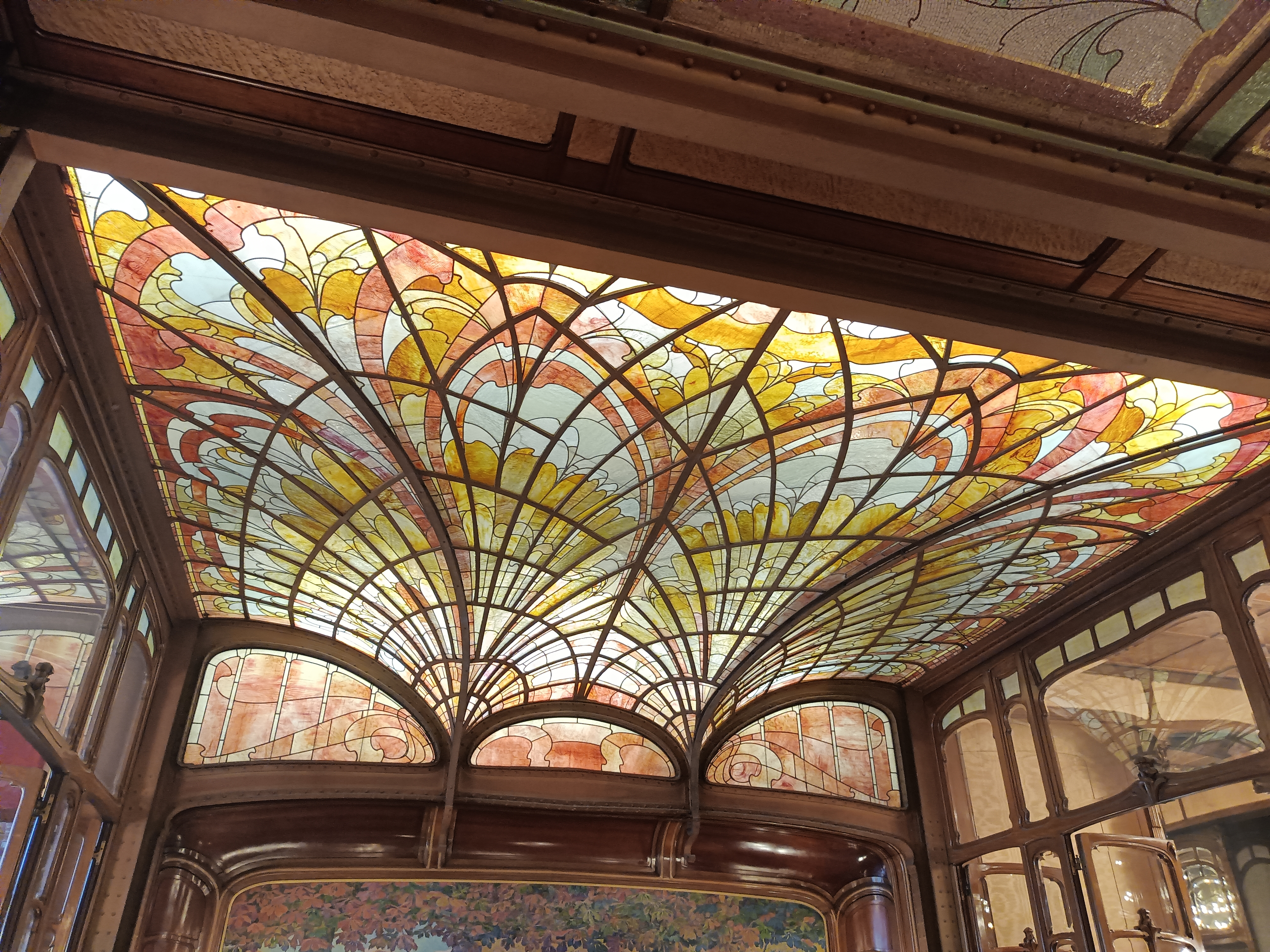
Витражный потолок (Рафаэль Эвальд)
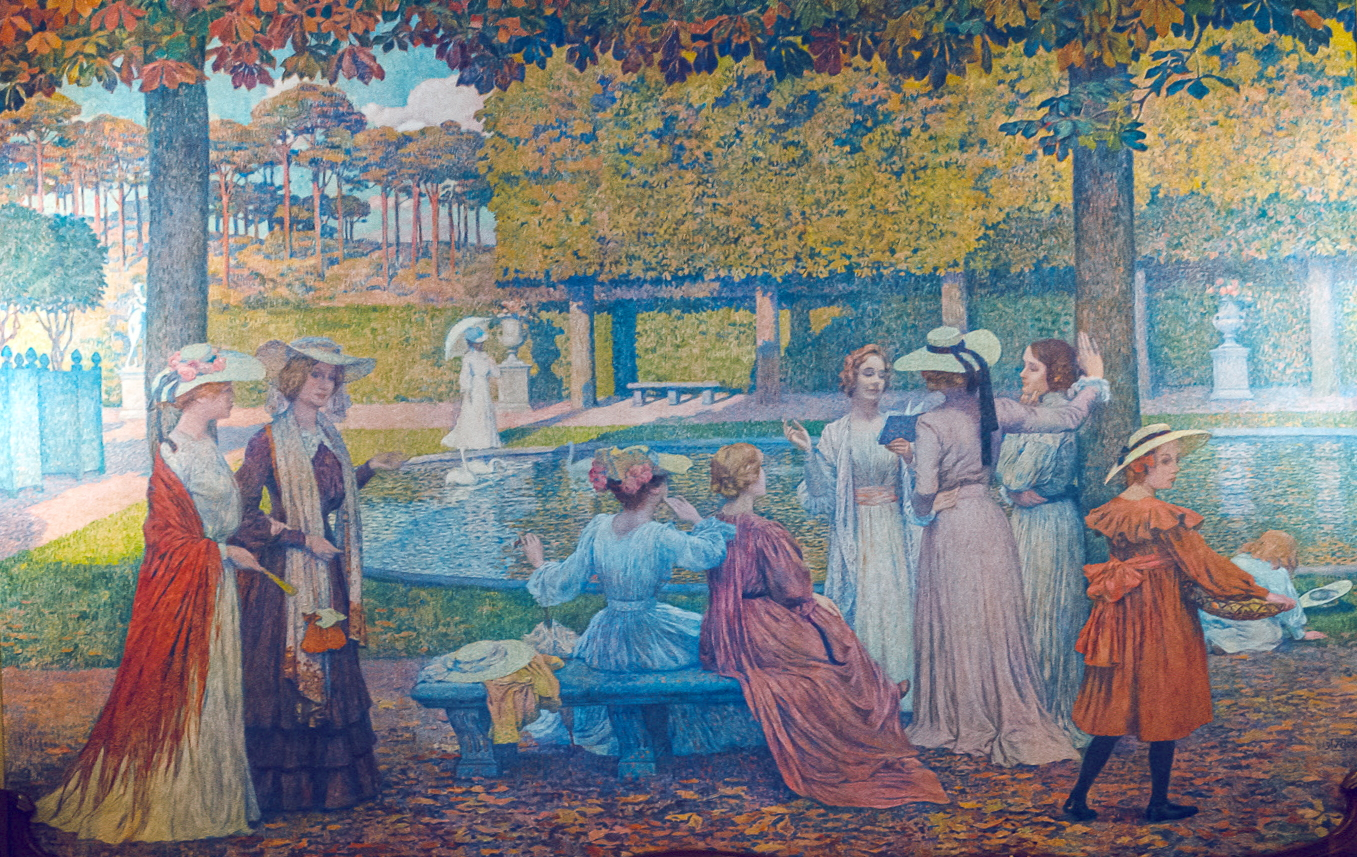
Роспись «Чтение в парке» (Тео ван Рейссельберге)